# Charles Meynier

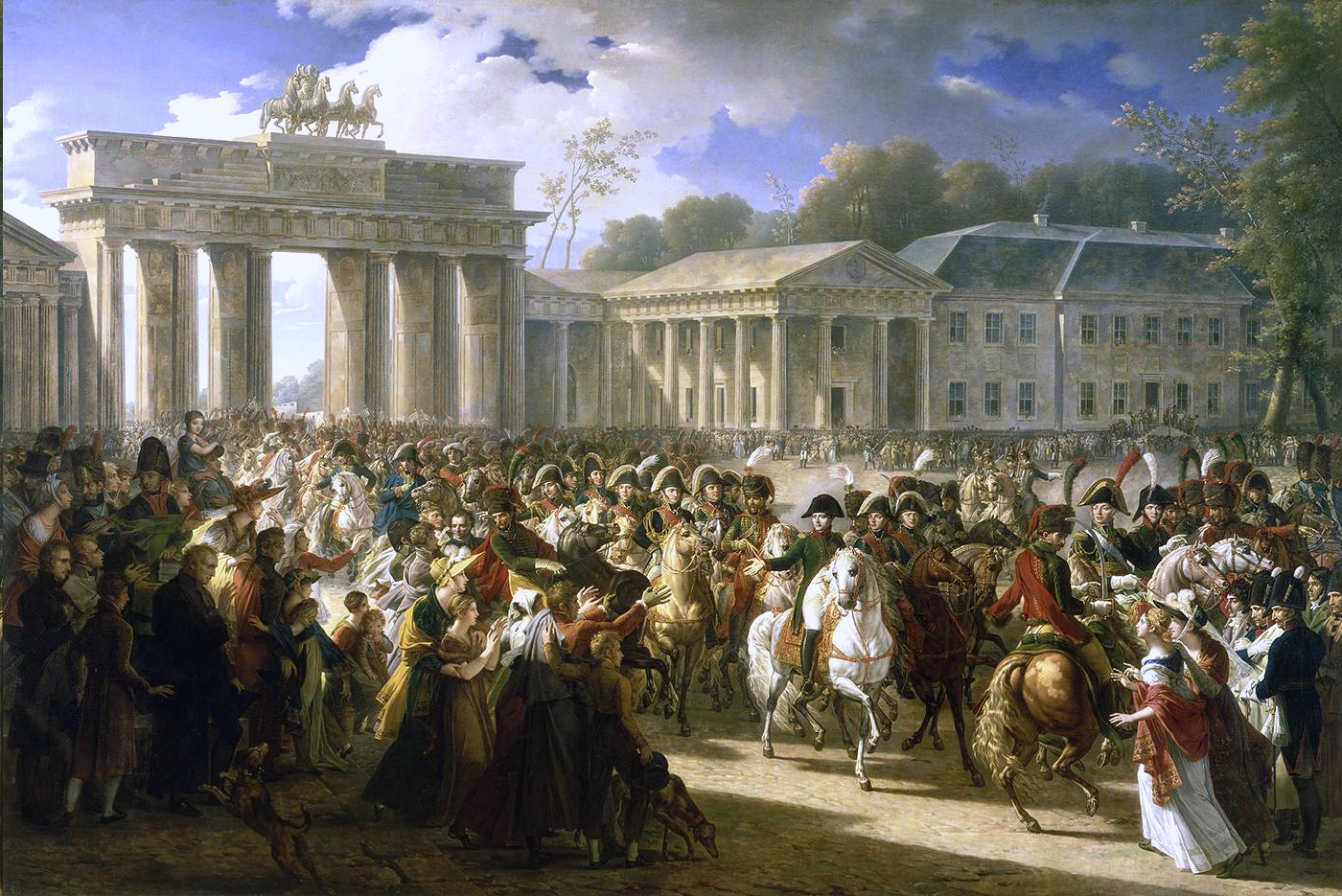
Napoleon anländer till Berlin, Versailles

Charles Meynier, född 25 november 1768 i Paris, död 6 september 1832 i Paris, var en fransk målare.